# شهرستان ووشنگ
شهرستان ووشنگ (به لاتین: Wusheng County) یک شهرستان‌های جمهوری خلق چین در چین است که در گوانگان واقع شده‌است.